# Fushunimiris
Fushunimiris is een geslacht van wantsen uit de familie van de Miridae (Blindwantsen). Het geslacht werd voor het eerst wetenschappelijk beschreven door Hong in 2002.

## Soorten
Het genus is monotypisch en bevat alleen de volgende soort:

- Fushunimiris eocenicus Hong, 2002